# زورناباد
زورناباد (به لاتین: Zurnabad، به ارمنی: ووسکاناپات Ոսկանապատ) یک منطقه مسکونی در جمهوری آذربایجان است که در شهرستان گوی‌گول واقع شده است. زورناباد ۱۲۷۳ نفر جمعیت دارد.